# سطح تربيعي

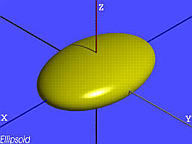

في الهندسة الرياضية، السطح التربيعي (بالإنجليزية: Quadric Surface)‏ هو أي سطح فائق في فضاء متعدد الأبعاد تحقق نقاطه أنها جذور كثير حدود من الدرجة الثانية. يمكن القول بأن سطح الدرجة الثانية هو أي سطح يقطعه مستقيم ما في نقطتين أو بمعنى آخر هو السطح الذي يقطعه مستوى ما في قطع مخروطي.
في نظام إحداثي {\displaystyle \{x_{0},x_{1},x_{2},\ldots ,x_{D}\}}، يعرف سطح الدرجة الثانية العام بالمعادلة الجبرية التالية
{\displaystyle \sum _{i,j=0}^{D}Q_{i,j}x_{i}x_{j}+\sum _{i=0}^{D}P_{i}x_{i}+R=0}
حيث Q هي مصفوفة رياضية ذات D+1 بعد وP متجه ذو D+1 بعد وR عبارة عن ثابت.
Q, P وR يمكن أن تكون أعداد حقيقية أو اعدادا تخيلية (عقدية)، حيث يمكن تعريف سطح الدرجة الثانية على أي حقل رياضي.

## فئات تكافؤ بين الأسطح الثنائية
في الفضاء الإسقاطي الحقيقي، هناك ثلاث فئات تكافؤ بين الأسطح الثنائية:-
1. المخروط والأسطوانة، أي التي انحنائها الغاوسي صفر، تكافئ بعضها البعض
2. المكافئ الزائدي والأسطح المسطرة
3. السطح الإهليلجي، والمكافئ الإهليلجي، والزائدي بطيتين والثنائيات المتبقية مكافئة لبعضها البعض.

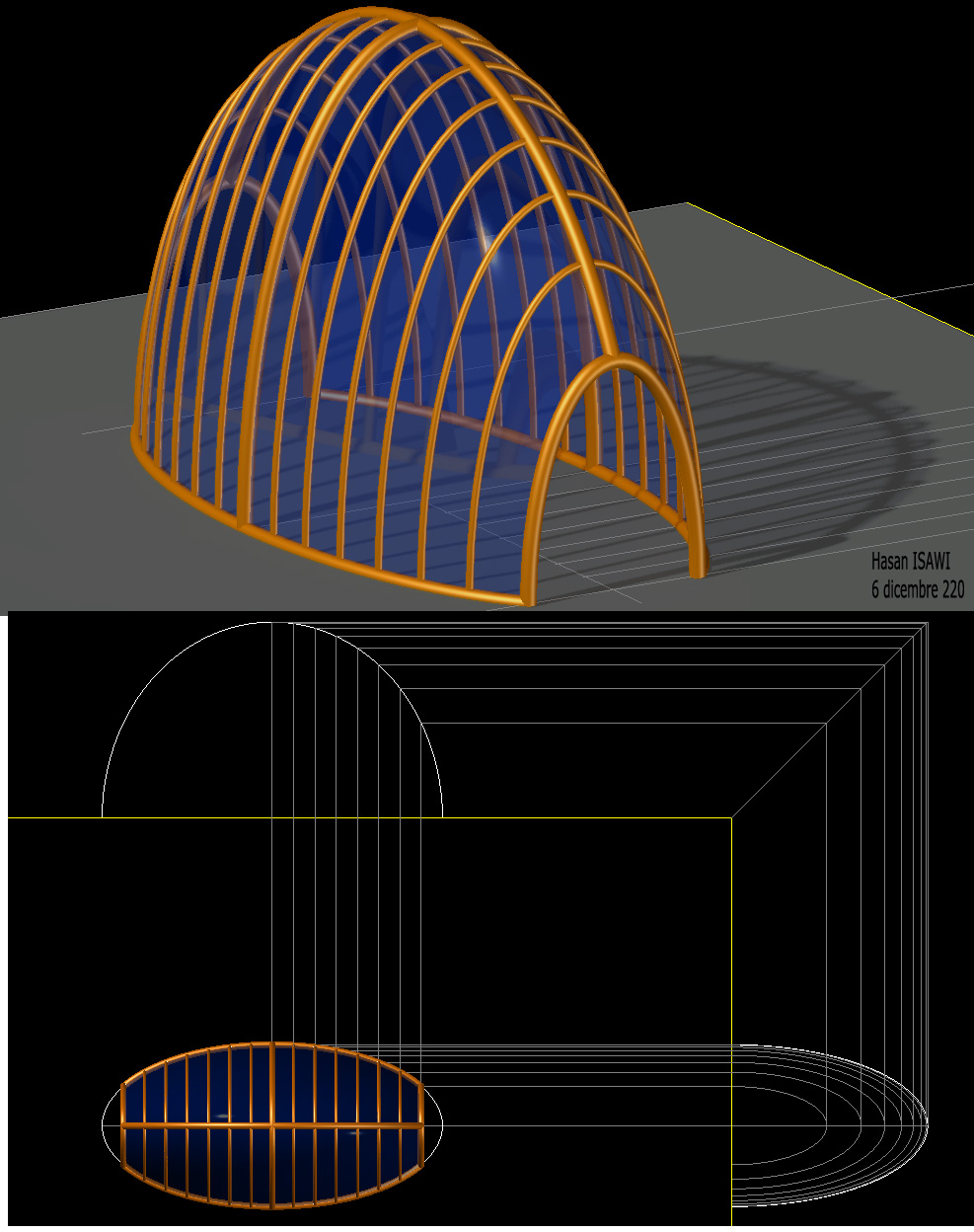
قبة إهليلجية مختلفة المحاور

## السطح الثنائي في الهندسة الوصفية
لتصنيف سطح من الدرجة الثانية (quadric) في وضع عام (generic position)، من الضروري تحديد ثلاثة عناصر: المحور الرئيسي (principal axis)، ومقطع قائم (right section) وراسم (generatrix).
مثلا المحور الرئيسي لسطح ثنائي دائري (Circular quadric)، يتطابق مع محور المخروطية الراسمة (conic generatrix)، ويمر بمركز دائرة دالة (a Circular Directrix). التي تنتمي إلى مستوى متعامد على المحور الرئيسي.
لذا، إذا كانت المخروطية الراسمة التي تنتمي لمستوى الطول ( longitudinal plane) عبارة عن قطع ناقص أو قطع مكافئ أو قطع زائد، فيتم تصنيف السطح بالتوالي، على أنه إهليجي دائري (Circular ellipsoid) أو مكافئ دائري ( Circular paraboloid) أو زائد دائري ( Circular Hyperboloid).
ومن المهم معرفة انه تم تطوير اجراءات هندسية مبتكرة لنمذجة الاسطح الرباعية غير المسطرة العامة (مثل السطح الناقص، والمكافئ، والزائد بطيتين)، باستخدام مفاهيم الهندسة الوصفية وتطبيقاتها ثلاثية الابعاد. تعتمد منهجية البحث على تحويلات إسقاطية لنظم قطبية مرتبطة بالأسطح الرباعية، دون الاعتماد على مستويات التناظر التقليدية.
وهذه النتائج قد تفتح افاقا جديدة في مجال نمذجة وتصميم انماط فراغية متميزة للعمارة الحديثة.

## معرض صور

سطح زائد مكافئي. حيث الرواسم قطوع زائدة، والدلائل قطوع مكافئة
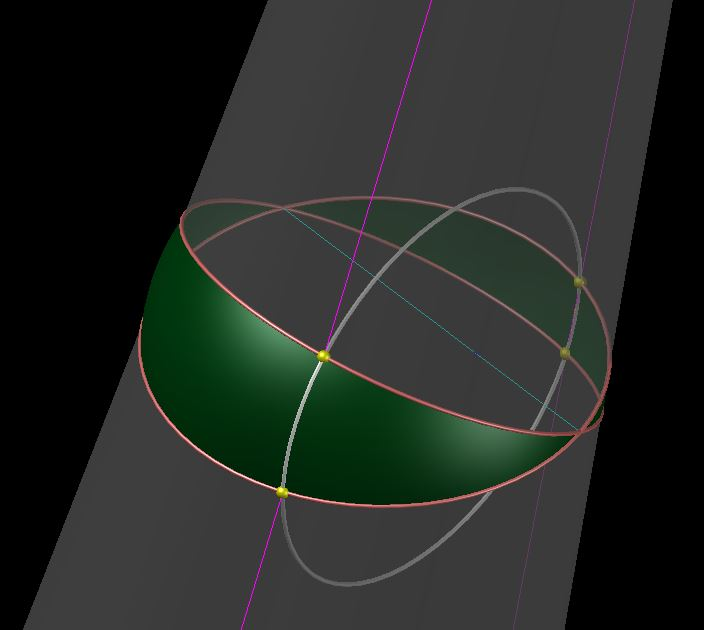
تحديد أحد المخروطين الذين يتشاركان مقطعين عامين لسطح تربيعي (quadric) غير مسطر (non ruled)